# Micropodabrus sinensis
Micropodabrus sinensis is een keversoort uit de familie soldaatjes (Cantharidae). De wetenschappelijke naam van de soort werd in 1988 gepubliceerd door Wittmer.